# The Seeds
The Seeds — американская гаражная психоделическая рок-группа, основанная в 1965 году в городе Лос-Анджелес (штат Калифорния). Сырой гаражный рок, исполняемый группой, оказал влияние на такие будущие жанры, как панк-рок и гаражный панк. Наиболее известными песнями группы стали «Pushin' Too Hard», «Can't Seem to Make You Mine» и «Mr. Farmer» 1966 года.

## История
Первый состав The Seeds сформировали певец и бас-гитарист Скай Сэксон, гитарист Иэн Сэвидж, клавишник Дэрил Хупер и барабанщик Рик Эндридж. Несмотря на то, что Сэксон считался басистом группы и был подписан как «басист» на обложках альбомов группы, сам Сэксон в записи на басу никогда не играл, предоставляя это сессионным музыкантам (в основном — Харви Шарпу). На концертах Сэксон тоже бас-гитару держал в руках крайне редко, и в большинстве выступлений басовые партии играл клавишник Дэрил Хупер, используя клавишный бас, заменявший бас-гитару — аналогично примеру Рэя Манзарека, игравшего на органе и клавишном басу в группе «The Doors».
Группа, поначалу находившаяся под заметным влиянием Rolling Stones, играла сырой гаражный рок, позже обогатившийся элементами жёсткой психоделии, арт-рока и битловскими мотивами.
The Seeds стали известны благодаря хиту «Pushin' Too Hard» (1966), за которым последовал также вошедший в чарты (но имевший меньший успех) «Can’t Seem to Make You Mine».
В 1970 году Сэксон распустил состав, но группа реформировалась в 1989 году (проведя гастроли с Big Brother and the Holding Company и Love) и затем в 2003 году.
25 июня 2009 года Скай Сэксон скончался от почечной недостаточности в Остине, штат Техас.

## Влияние
Ранние работы группы, включая дебютный альбом группы 1966 года, оказали колоссальное влияние на зародившийся спустя десятилетие панк-рок. В частности, влияние группы признавали музыканты группы Ramones, а также Игги Поп, Джонни Сандерс, Ричард Хэлл, Алекс Чилтон, Pere Ubu , Yo La Tengo, Garbage и The Smashing Pumpkins — многие из них исполняли песни Сэксона и The Seeds.
Музыкант Фрэнк Заппа, известный своим сатирическим творчеством, спародировал строчки из песни «Pushin' Too Hard» The Seeds в своей песне «Sy Borg» (альбом Joe's Garage 1979 года).
24 июля 2009 года участники группы «The Smashing Pumpkins» дали трибьют-концерт памяти Ская Сэксона.

## Дискография
- The Seeds (1966)
- A Web of Sound (1966)
- Future (1967)
- A Full Spoon of Seedy Blues (1967) (as the Sky Saxon Blues Band)
- Raw & Alive in Concert at Merlin’s Music Box (1968)
- Fallin Off the Edge (1977)
- Travel with Your Mind (1993)
- Back to the Garden (2003)